# Крпеян, Татул Жоржикович
Тату́л Жоржикович Крпея́н (арм. Թաթուլ Կրպեյան) (21 апреля 1965 — 30 апреля 1991) — Национальный Герой Армении (1996, посмертно), командир самообороны Геташенского подрайона в 1990—1991 годах, участник Первой карабахской войны.

## Биография
Родился 21 апреля 1965 года в селе Арег Талинского подрайона области Арагацотн Армянской ССР. В настоящее время родное село Татула Крпеяна в память о нём носит его имя — Татул. В 1982 году с отличием окончил среднюю школу. По окончании службы в рядах Советской Армии в 1987 году поступил на факультет истории Ереванского государственного университета (ЕГУ).
Татул Крпеян погиб 30 апреля 1991 года в селе Геташен, защищая гражданское население во время операции «Кольцо». Похоронен в селе Татул (Арег).
В 1993 году вышел в свет сборник стихотворений Татула Крпеяна — «Татул».
20 сентября 1996 года приказом Президента Республики Армения, посмертно, Татул Крпеян был удостоен звания «Национальный Герой Республики Армения» и награждён орденом «Родина» (Айреник).

## Боевой путь
Прервав учёбу на четвёртом курсе Ереванского государственного университета, Татул присоединился к Карабахскому движению. В сентябре 1990 года он направился в Нагорный Карабах, где после армянских погромов в Сумгаите (1988) и Баку (1990), обстановка продолжала накаляться, и участились нападения на армянские сёла, соседствующие с территорией НКАО.

С сентября 1990 года по май 1991 года Татул возглавил самооборону подрайона Геташен-Мартунашен против нападений незаконных азербайджанских вооружённых формирований и подразделений, а также отрядов милиции особого назначения (ОМОН) МВД Азербайджанской ССР, которые были специально созданы осенью 1990 года и введены в НКАО и прилегающие районы. 
«Практически эти милицейские отряды стали играть роль азербайджанских боевых отрядов. Среди служащих этих частей имеются лица, осуждённые до этого по уголовным статьям. Служащие ОМОН совместно с вооружёнными гражданскими лицами совершали нападения на армянские села»
В селе Чайкенд Татул Крпеян также занимался общественной работой, много времени уделял детям, преподавая историю Армении в двух школах села. Как позже вспоминал Вардан Оганесян: «Татул Крпеян, на мой взгляд, был личностью харизматической. Весь Геташен обожал его. Несмотря на свою грозную бороду, это был добрейший человек. Его где-то и побаивались за то, что он запрещал и думать о том, чтобы покинуть село, и любили — он был надеждой Геташена». С сентября 1990 года по весну 1991 года ему удалось всего один раз навестить собственную семью, остававшуюся в Ареге, включая годовалую дочь.
В 1991 году руководство Азербайджанской ССР и СССР в рамках операции под кодовым названием «Кольцо» начало осуществлять депортацию около трёх с половиной тысяч армян — жителей сёл Чайкенд и Мартунашен, которые отказывались покидать родные села.
30 апреля 1991 года, чтобы остановить начавшуюся депортацию армян из Чайкенда, Татул Крпеян взял в заложники полковника Машкова — командира бакинского полка внутренних войск МВД СССР, который начал депортацию армян из села. Татулу Крпеяну удалось отобрать у Машкова памятку для офицеров с зашифрованными названиями всех участвующих в операции вооружённых подразделений. Операция была тщательно подготовлена. Согласно этой шифровке, в ней принимали участие подразделения в/ч 5478 (позывной командира «Вираж»), в/ч 5477 (позывной командира «Обрыв»), ОМОН Азербайджана (позывной «Дозор») и т. д. («Эпоха», 9 мая, 1991).
Татул пытался начать переговоры в целях сохранения жизни геташенцев. Из воспоминаний С. Талаляна: «Нас все время предупреждали: даже один выстрел вам дорого обойдется, в то время как карателям даны все права любым путём захватить Геташен. Понимая это, Татул Крпеян пошёл на единственно верный шаг: он прыгнул на танк Машкова с гранатой в руке и закричал: «У нас ваши солдаты, мы всех перебьем, если вы не уйдете. Зачем явились сюда?» Полковник вынужден был передать приказ войскам остановиться». Из воспоминаний Г. Гюрджяна: «Вместе с Грачем Татул решил двинуться вперед, держа Машкова под прицелом, чтобы убедиться, что танки покидают село. Несмотря на приказ не следовать за ними, его заместитель Артур Карапетян пошёл следом, чтобы в случае чего защитить командира. Машков все время передавал приказ не стрелять и не двигаться вперед. По пути они натолкнулись на танки и ОМОН. И здесь Машкову удалось откинуться в сторону, оставив Татула беззащитным. В него выстрелили сразу. Попытавшиеся спасти Крпеяна Грач и Артур тоже были убиты… Так погиб Татул — человек необыкновенно большого сердца и мужества».
21 апреля 2002 года, в его день рождения на его Родине в селе Арег (ныне Татул) состоялось открытие памятника Татул Крпеяну и его семи соратникам.